# 17 Dywizjon Artylerii Ciężkiej (1939)
17 dywizjon artylerii ciężkiej (17 dac) – pododdział artylerii ciężkiej Wojska Polskiego II RP w składzie 17 Wielkopolskiej Dywizji Piechoty.

## Historia i formowanie
Dywizjon został sformowany w Gnieźnie. Na podstawie rozkazu Ministra Spraw Wojskowych L.5541/Org.tj.38 z 2 grudnia 1938 roku. Dowództwo dywizjonu i 2 baterię haubic sformował 7 pułk artylerii ciężkiej, a 1 baterię armat 5 pułk artylerii ciężkiej. Organizacja dywizjonu została zakończona 15 maja 1939 roku. Dywizjon został zakwaterowany w koszarach 17 pułku artylerii lekkiej, który był dla niego oddziałem gospodarczym. Do 23 sierpnia nie zdołano uzupełnić braków w sprzęcie taborowym, techniczno–wyszkoleniowym i kancelaryjnym.

## 17 dac w kampanii wrześniowej

### Mobilizacja
Dywizjon został zmobilizowany w ramach mobilizacji alarmowej w grupie żółtej, w dniach 24–26 sierpnia 1939 roku w miejscowościach: Grotkowo (dowództwo), Żydowo (1 bateria) i Drachowo (2 bateria). W czasie od A+46 do A+58 przy wsparciu materiałowym 17 pal w Gnieźnie, ze stanu pokojowego 17 dac. Po zakończeniu mobilizacji 1 bateria zajęła kwatery przejściowe w m. Drachowo. Po zakończeniu całkowicie mobilizacji 17 dac przebywał w rejonie Żydowa. W ostatnich dniach sierpnia nastąpiły jeszcze niewielkie przesunięcia miejsca dyslokacji. Ostatecznie 31 sierpnia dowództwo dywizjonu stacjonowało w dworze Gurowo, 1 bateria w Drachowie, 2 bateria w Grotkowie. 

### Działania bojowe
1 i 2 września 1939 r. 17 dac przebywał na tych samych stanowiskach, co w ostatnich dniach pokoju, bez styczności z nieprzyjacielem. Nocą 2/3 września przegrupował się w składzie 17 DP do rejonu Wrześni i Słupcy, przegrupowanie nastąpiło poprzez Czeluścin, Mielżyn do rejonu Brudzewa. Po odpoczynku 17 dac nocą 3/4 września podjął marsz w kierunku Przedmościa „Koło”, o godz. 6.00 4 września dotarł do Kawnic. Po południu dywizjon wyruszył na przeprawę przez most na Warcie w rejonie Konina. 5 września po dotarciu na teren przedmościa zajął stanowiska ogniowe na północnym odcinku. Zadaniem 17 dac było wsparcie broniących tego terenu 68 pułku piechoty i 69 pułku piechoty. 6 września dywizjon przeprawił się na prawy brzeg Warty przez zatłoczony most w Kole, następnie przemieścił się do lasu na północ od wsi Grzegorzew. Skąd wyruszył do kolejnego nocnego marszu 6/7 września w kierunku Kłodawy. Rano 7 września osiągnął wieś Budy Tarnowskie. Nocny marsz 7/8 września doprowadził dywizjon do dworu Opiesin i Łubna. Ponowny nocny marsz poprzez Witonię, Ględzianów i Romartów, rano 9 września pozwolił zająć pozycje w Kamieniu.   

#### Udział w bitwie nad Bzurą
Z uwagi na przygotowania 17 DP do wykonania zwrotu zaczepnego w składzie Grupy Operacyjnej gen. bryg. Edmunda Knoll-Kownackiego, Armii „Poznań”, 17 dac zajął stanowiska ogniowe w rejonie kolonia Kuchary, Węglewice. Skąd o godz. 17.00 rozpoczął wspieranie natarcia pułków 17 DP. O godz. 3.00 10 września zwinął swoje stanowiska ogniowe i przemieścił się na południowy brzeg rzeki Bzury. Rano zajął stanowiska ogniowe,1 baterią armat w Zagaju Starym, a 2 baterią haubic w Podgórzycach. Postępując za natarciem dywizji po godz. 16.00 zajął stanowiska ogniowe w rejonie dworu Karsznice, wysuwając punkty obserwacyjne na południowy skraj lasu między Karsznicami i Skotnikami. 11 września o godz. 14.30 17 dac wykonał nawałę ogniową na dwór Sokolniki, a następnie na Ozorków. Ognie wykonał w ramach artyleryjskiego przygotowania natarcia 17 DP. Obie baterie wystrzeliły ponad 250 pocisków. Przez resztę dnia prowadził ostrzał pozycji niemieckich w rejonie Modlnej Probostwa, dworu Sokolniki i Woli Rogozińskiej na korzyść natarcia 69 pp i 70 pułku piechoty. 17 dac nie zmieniał stanowisk ogniowych. 12 września od rana prowadził ostrzał stanowisk niemieckiej obrony w lesie na południe od Modlnej, na wzg. 158 i wzg. 159. Wspierał walki pułków piechoty w rejonie dworu Modlna, wsi Modlna i Sokolniki. W południe dywizjon przesunął swoje stanowiska ogniowe, zajmując 1 baterią pozycje w lesie 1,5 km na północ od dworu Skotniki, a 2 baterią na południowym skraju lasu na północ od wsi Skotniki. W związku ze zmianą koncepcji natarcia Armii „Poznań”, rozkazem gen. bryg. Edmunda Knoll-Kownackiego 17 DP w nocy 12/13 września rozpoczęła odwrót. Mimo powodzenia, dywizja wycofała się na północny brzeg Bzury. 17 dac maszerował w kolumnie zachodniej dywizji przez Modlną, Małachowice, Skotniki, dwór Karsznice, Sługi, dwór Czarne Pole, dwór Ktery. O godz. 10.00 zatrzymał się na postój w Strzegocinie. W trakcie dnia dywizjon zajął stanowiska ogniowe w rejonie Mateuszów, Waliszew z zadaniem wsparcia ewentualnych walk na linii Bzury. 14 września po południu przeszedł do Plecka Dąbrowa, a nocą 14/15 września wyruszył do Złakowa Borowego. Kolejnej nocy podjął marsz do Rybna, docierając rano 16 września do Konstantynowa. 16 września oddziały 17 DP zajmowały pozycje wyjściowe do forsowania Bzury pod Sochaczewem. 17 dac zajął stanowiska ogniowe celem wsparcia natarcia 17 DP. We wsi Ląd na północ od Rybna 1/17 dac, w Rybnie 2/17 dac. Dwa bataliony 68 pp wykonały natarcie na Sochaczew, III batalion opanował miasto. Pozostałe siły 17 DP walczyły z oddziałami niemieckimi, między innymi 1 i 4 Dywizji Pancernej, 19 DP na wschód i na zachód od Sochaczewa, które to włamały się w obronę dywizji Armii „Poznań”. Z uwagi na groźbę okrążenia, w nocy 16/17 września 17 DP rozpoczęła przemarsz na przeprawy w dolnym biegu Bzury. 17 dac rozpoczął marsz w kolumnie północnej dywizji przez dwór Ruszki, Młodzieszyn, Juliopol do Mistrzewic. O świcie 17 września 1 bateria dotarła do Młodzieszyna i utknęła w zatorach taborów, tarasujących drogi. 2 bateria w trakcie marszu odłączyła od kolumny dywizjonu i pomaszerowała na Giżyce. W trakcie marszu obie baterie były nieustannie bombardowane i ostrzeliwane przez niemieckie lotnictwo, a także ostrzeliwane przez artylerię niemiecką. W wyniku czego zostały rozbite i rozproszone. W małych grupkach lub po przyłączeniu się do innych oddziałów, próbowały sforsować Bzurę i przedostać się do Puszczy Kampinoskiej. Udało się to nielicznym, większość dostała się do niewoli lub poległa. Ppłk Wacław Albrecht przedostał się do Puszczy Kampinoskiej i w Cybulicach Dużych zbierał resztki oddziałów 17 DP, nad którymi przejął dowództwo.      

## Obsada personalna w marcu 1939
Obsada personalna w marcu 1939 roku:
- dowódca – ppłk Wacław Albrecht
- oficer zwiadowczy – kpt. Stanisław Maciej Piaszczyński
- dowódca plutonu łączności – por. Mikołaj Roman Olszewski
- dowódca 1 baterii – kpt. Mieczysław Brochocki
- dowódca 2 baterii – kpt. Stanisław Marian Alwin

## Organizacja wojenna dywizjonu we wrześniu 1939
- dowództwo dywizjonu
- 1 bateria armat a. trzy 105 mm armaty wz. 13[4]
- 2 bateria haubic a. trzy 155 mm haubice wz. 17
- kolumna amunicyjna
- pluton taborowy nr 17

## Obsada personalna dywizjonu we wrześniu 1939
Obsada personalna dywizjonu we wrześniu 1939
dowództwo dyonu
- dowódca dywizjonu – ppłk Wacław Albrecht
- adiutant dywizjonu - kpt. Stanisław Piaszczyński
- oficer zwiadowczy – por. Feliks Cieślewicz
- oficer łącznikowy do piechoty - ppor. rez. Jerzy Kraustforst[19]
- oficer łączności - por. Mikołaj Roman Olszewski
- oficer żywnościowy - por. Franciszek Salezy Roga
- oficer gospodarczy – ppor. rez. Zbigniew Hasiński 24 IX 1939 ranny[20]
- lekarz – ppor. rez. lek. Kasztelan
- lekarz weterynarii – ppor. rez. lek. wet. Stanisław Pietrzak
- dowódca kolumny amunicyjnej - por. rez. Stanisław Rychlicki
- dowódca 17 plutonu taborowego - por. Stanisław Idzikowski

1 bateria armat
- dowódca baterii – kpt. art. Mieczysław Brochocki
- oficer zwiadowczy – ppor. art. Antoni Adam Malczewski
- oficer ogniowy – por. rez. art. Władysław Kiełczewski
- dowódca I plutonu – ppor. rez. art. Stanisław Frąckowiak 17 IX 1939 ranny
- szef baterii – tyt. st. ogn. Jan Tlauka
- podoficer zaprzęgowy – tyt. ogn. Teofil Masnyk
- podoficer zwiadowczy – tyt. plut. Mieczysław Sołtys

2 bateria haubic
- dowódca baterii – kpt. Stanisław Marian Alwin
- oficer zwiadowczy – ppor. rez. Tadeusz Rzeszewski
- oficer ogniowy – ppor. Stanisław Homik